# М'якотілка бура
М'якотілка бура (Cantharis fusca) — вид жуків з родини м'якотілок з надродини Elateroidea.
C. fusca досягає довжини 10-15 мм. За винятком частин голови та грудей, які забарвлені у червоні або помаранчеві кольори, цей вид повністю чорний. Тіло плоске і довге, зі слабким зовнішнім скелетом. Ці жуки мають довгі пір'ясті вусики та порівняно довгі ноги.
Вид поширений у значній частині Європи, живе в чагарниках, узліссях і луках. Полює на дрібних комах.
Личинки мають чорні волоски, і також харчуються дрібними комахами. Вони дуже морозостійкі, взимку їх можна побачити на снігу.

## Галерея

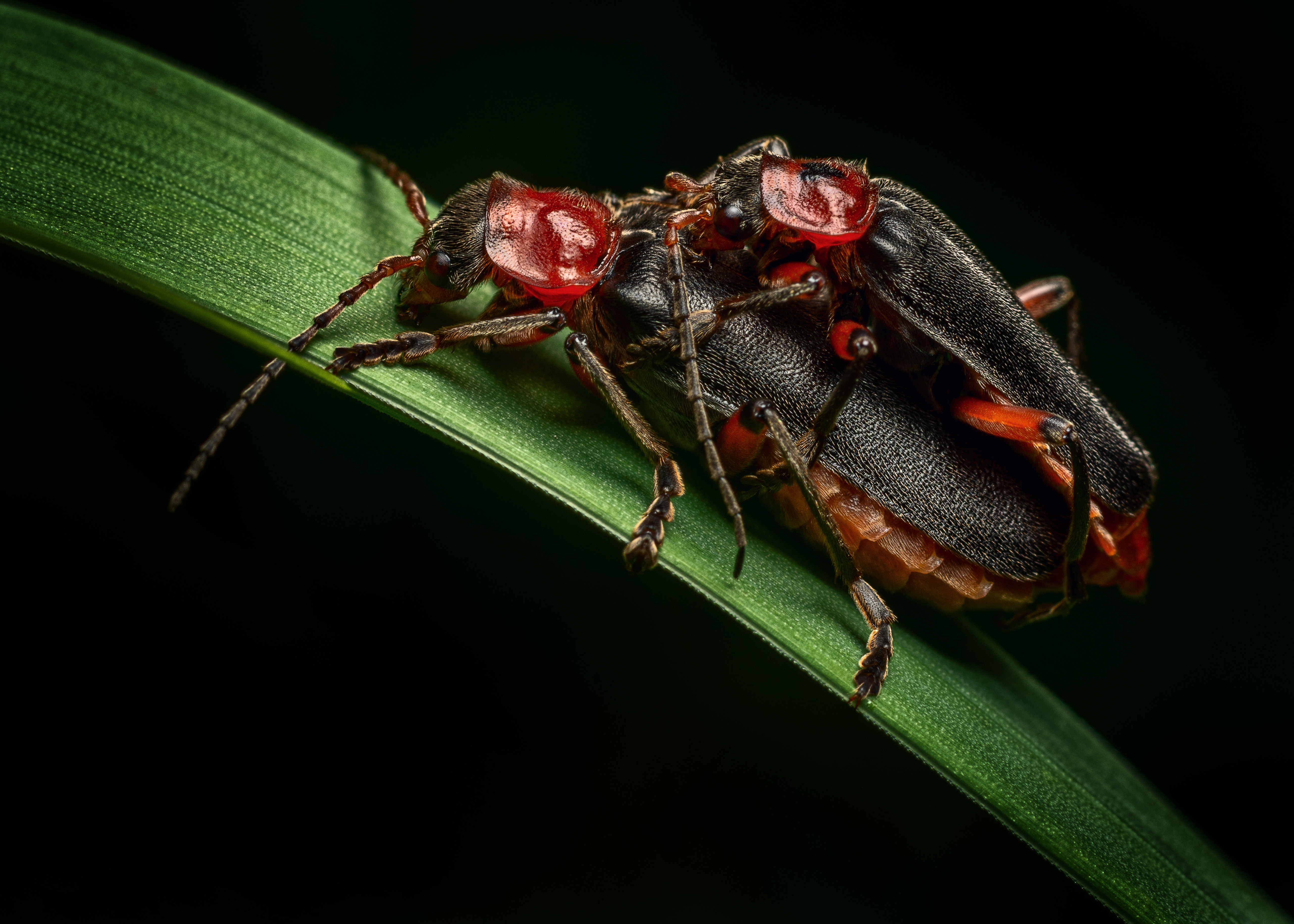
М`якотілки на пагоні трави у період спарювання
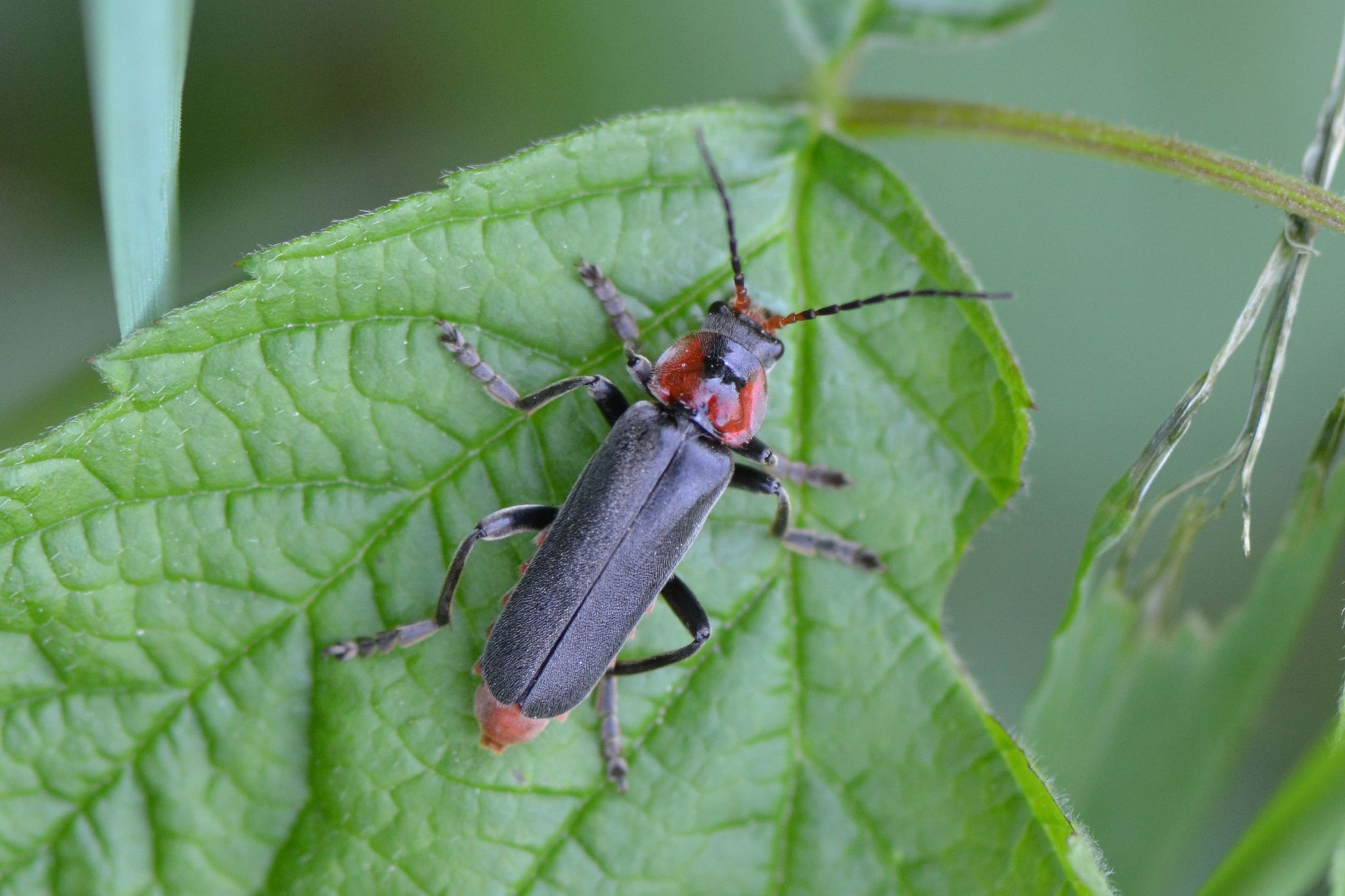
М'якотілка на листку
- Спарювання м'якотілок